# 4:3

4:3

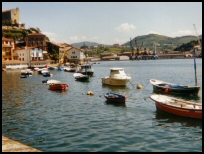
Een beeld in de 4:3-verhouding

4:3 is een bekend televisieformaat. Hierbij is de beeldverhouding 4 eenheden breed en 3 eenheden hoog. Het is de televisiestandaard van sdtv.

## Geschiedenis
De eerste televisietoestellen hadden een verhouding (aspect ratio) van 4:3, wat wil zeggen dat het televisiebeeld 4 eenheden breed en 3 eenheden hoog is. Rond 1950 werd het breedbeeldformaat voor film geïntroduceerd. Op een standaardtelevisie met beeldverhouding 4:3 kon het breedbeeldformaat van een speelfilm niet goed afgebeeld worden, omdat die immers een veel wijder beeld heeft. Voor het vertonen van een film op televisie werden dan meestal de beide zijkanten afgesneden, waardoor een deel van het beeld verloren ging. Het midden van het filmbeeld werd daarbij wel goed weergegeven. Vanaf ongeveer 1992 begon Philips met breedbeeldtelevisie met een verhouding van 16:9.
Nederland stapte pas laat over op het breedbeeldformaat. In 2005 was het merendeel van de televisie-uitzendingen op de Nederlandse televisie nog in het 4:3-formaat. Pas sinds 2007 zendt de meerderheid van de Nederlandse tv-zenders in breedbeeld uit. De NOS was hekkensluiter op dit gebied. Zij zond al haar programma's, op enkele evenementen na, nog in 4:3 uit. Sinds zondag 16 september 2007 is hier een eind aangekomen, vanaf die datum zendt de NOS al haar programma's in het breedbeeldformaat uit.
De publieke omroepen van België en Groot-Brittannië begonnen al veel eerder met het breedbeeldformaat. In België is zelfs een wettelijk minimum vastgesteld, ongeveer 90% tot 95% moet in breedbeeld worden uitgezonden.
Oude televisieprogramma's worden meestal nog in 4:3 uitgezonden. Andere oude programma's worden echter volledig in breedbeeld uitgezonden, inclusief de oude fragmenten uit de jaren tachtig en negentig. Deze worden dan in het formaat 16:9 ingepast, zodat een gedeelte van de boven- en onderkant van het beeld niet te zien is, of er worden zwarte balken aan de linker- en rechterkant getoond (pillarbox).

## Veelgebruikte beeldresoluties
Enkele veelgebruikte beeldresoluties voor 4:3 worden genoemd in onderstaande tabel.
| Breedte | Hoogte | Standaard |
| ------- | ------ | --------- |
| 640     | 480    | VGA       |
| 800     | 600    | SVGA      |
| 1024    | 768    | XGA       |
| 1152    | 864    | XGA+      |
| 1280    | 960    | SXGA–     |
| 1400    | 1050   | SXGA+     |
| 1600    | 1200   | UXGA      |